# دهستان شلال و دشتگل
دهستان شلال و دشتگل نام دهستانی در بخش مرکزی شهرستان اندیکا، استان خوزستان در ایران است. براساس سرشماری مرکز آمار ایران در سال ۱۳۸۵، جمعیت آن ۴۴۵۴ نفر (۷۸۰ خانوار) بوده‌است.